# Dragon Ball: Raging Blast
Dragon Ball: Raging Blast (jap. ドラゴンボール レイジングブラスト Doragon Bōru Reijingu Burasuto) – gra komputerowa z gatunku bijatyk oparta na uniwersum Dragon Ball, wyprodukowana przez Spike i wydana przez Bandai. Gra światową premierę miała 10 listopada 2009 roku i ukazała się na konsole Xbox 360 oraz PlayStation 3.